# علا کاظم
علا کاظم (انگلیسی: Alaa Kadhim؛ زادهٔ ۱ ژوئیهٔ ۱۹۷۰) یک بازیکن فوتبال اهل عراق است.
از باشگاه‌هایی که در آن بازی کرده‌است می‌توان به الصناعه و تیم ملی فوتبال عراق اشاره کرد.
وی همچنین در تیم ملی فوتبال تیم ملی فوتبال عراق بازی کرده است.